# (5299) Bittesini
(5299) Bittesini (1969 LB) – planetoida z grupy pasa głównego asteroid okrążająca Słońce w ciągu 5,49 lat w średniej odległości 3,11 j.a. Została odkryta 8 czerwca 1969 roku przez Carlosa Cesco.